# 細杉魚
細杉魚（学名：Rhadinesthes decimus）为輻鰭魚綱巨口鱼目巨口鱼科的其中一種。分布於東大西洋區，從法國比斯開灣至納米比亞及印度太平洋區海域，為深海魚類，棲息深度可達4900公尺，體長可達41公分，屬肉食性，以魚類及甲殼類等為食。